# Pé
Em anatomia, o pé é a extremidade dos membros dos animais terrestres que assenta no solo. No homem e outros bípedes, o termo se aplica apenas à parte final das extremidades inferiores. O pé tem 26 ossos.
O pé dos mamíferos divide-se em três partes:
- Tarso - a parte superior, que liga com os ossos da perna;
- Metatarso - a parte mediana; e
- Dedos - o número básico é de cinco dedos que normalmente se encontram virados para a parte dianteira do animal, mas nos ungulados, é a ponta dos dedos (que geralmente estão reduzidos em número e composição) que assenta no solo.

Existem outros termos para designar vulgarmente algumas partes do pé:
- "Planta do pé" - a parte do pé dos bípedes que assenta no solo; é formada pelo calcanhar e pela face inferior dos ossos metatarsais e das falanges e é coberta por pele mais espessa do que no resto do corpo;
- O calcanhar é a expressão vulgar para o osso calcâneo;
- O tornozelo é a articulação do pé com a perna.

A principal função do pé em vertebrados terrestres é a locomoção. Existem três tipos de postura de pé em mamíferos: (1) plantígrada, na qual a superfície de todo o pé toca no chão durante a locomoção, (2) digitígradas, em que apenas as falanges (dedos) tocar o solo, enquanto que o tornozelo e pulso são elevados, (3) unguligrade, em que apenas um casco (a ponta de um ou dois dígitos) toca no chão, uma especialização da execução animais (por exemplo, cavalos, veados).

## Regiões do pé

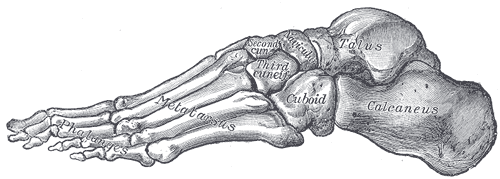

O pé é constituído pelas seguintes regiões:
- Tarso: constituído por sete ossos tálus, calcâneo, cuboide, navicular e três cuneiformes. Só um osso, o tálus, articula-se com os ossos da perna.
- Metatarso: consiste em cinco ossos metatarsais, numerados a partir da face medial do pé.
- Falanges: Constituído por 14 falanges, o hálux (1° dedo) tem duas falanges (proximal e distal); os outros quatro dedos tem três falanges cada: proximal, média e distal[2].

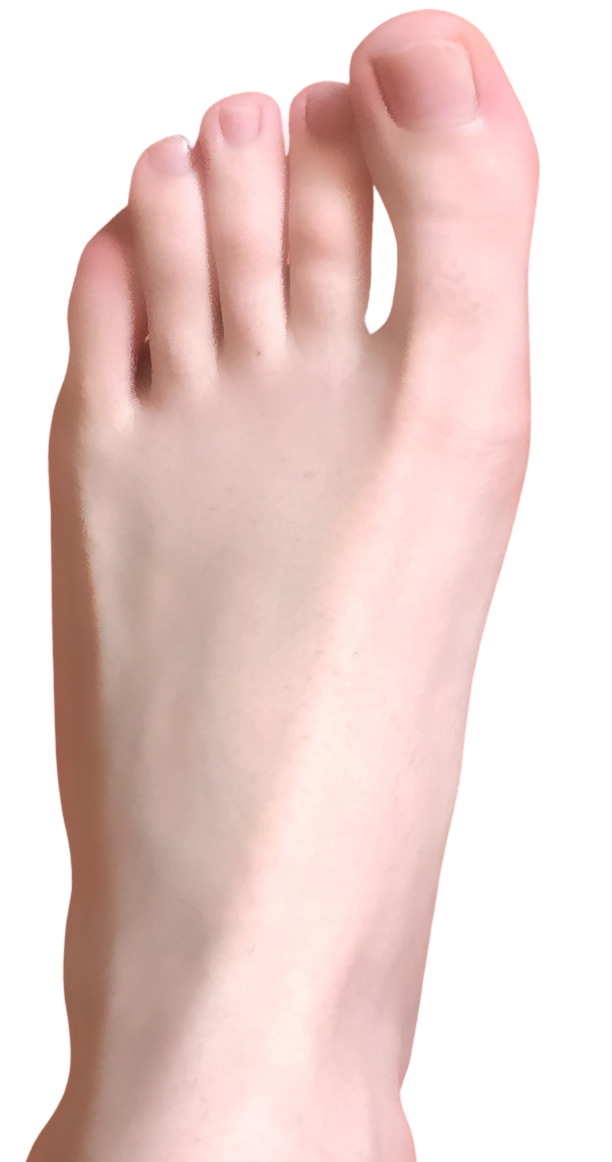
Pé

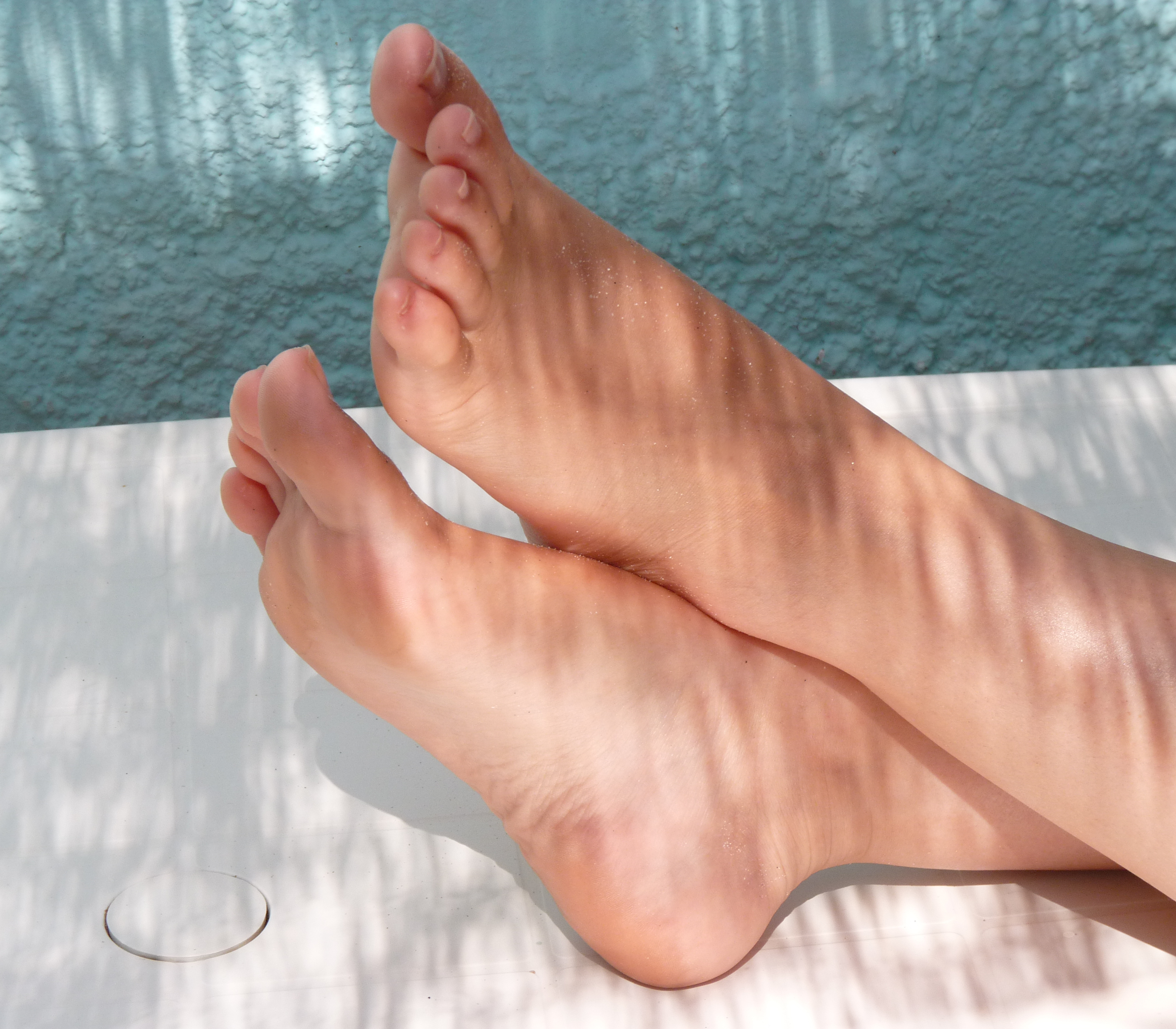

## Características gerais
O pé humano se caracteriza como uma complexa estrutura que atua como suporte do corpo, recebe e distribuição de cargas, sendo indispensável para a locomoção e estabilidade corporal.
O pé ou região do pé é a parte distal do membro inferior, que contem 26 ossos. O esqueleto do pé é formado  por 7 ossos tarsais, 5 metatarsais e 14 falanges. O pé e seus ossos podem ser divididos em três partes anatômicas e funcionais:
- A parte posterior do pé (retropé[3]): tálus e calcâneo.
- A parte média do pé (mediopé): navicular, cuboide e cuneiformes.
- A parte anterior do pé (antepé[4]): metatarsais e falanges

A parte/região do pé que toca o solo é a planta ou região plantar. A parte voltada para cima é o dorso do pé ou região dorsal do pé.  A parte da planta do pé subjacente ao calcâneo é o calcanhar ou região calcânea, e a parte da planta subjacente às cabeças dos dois metatarsais mediais é a bola do pé ..

## Músculos
| Aspectos plantar do pé, diferentes profundidades (superficial a profunda) |
| Aspectos plantar do pé, diferentes profundidades (superficial a profunda) |

Os músculos que atuam sobre o pé pode ser classificada em músculos extrínsecos, aquelas originárias na face anterior ou posterior da parte inferior da perna e os músculos intrínsecos, originários da região dorsal (em cima) ou região plantar (a base) do pé.
- Extrínseco

Todos os músculos com origem na parte inferior da perna. A tíbia e fíbula é a membrana que separa estes músculos interósseos em grupos anterior e posterior, por sua vez, subdividem-se em subgrupos e camadas.
- Intrínseco

Por volta (em cima) do pé , os tendões do extensor curto dos dedos e extensor curto do hálux estão profundamente ao sistema longos de tendões extensores extrínsecos. Ambos surgem no calcâneo e se estendem até o dorsal aponeurose de dígitos 1-4, um pouco além das articulações penúltimo.
Dos 20 músculos individuais do pé, 14 estão localizados na face plantar, 2 estão na face dorsal e 4 são intermediários. 
- Músculos da face plantar : músculo abdutor do Hálux, músculo flexor Curto do Hálux, músculo adutor do Hálux, músculo abdutor do Mínimo, músculo flexor Curto do Mínimo, músculo oponente do Mínimo, músculo flexor Curto (Plantar) dos Dedos, músculo quadrado Plantar, músculo lumbricais, músculo interósseos Plantares (três músculos), músculo interósseos Dorsais (sete musculosa).
- Músculos da face dorsal: músculo extensor curto dos dedos, músculo extensor curto do Hálux [2].

## Nervos
A inervação cutânea do pé é feita:
- Na parte medial, pelo nervo safeno, que se estende distalmente até a cabeça do 1° metatarsal.
- Na parte superior (dorso do pé), pelos nervos fibulares superficial (principal) e profundo.
- Na parte inferior (planta do pé) pelos nervos plantares medial e lateral.
- Na parte lateral, pelo nervo sural, inclusive parte do calcanhar.
- Na parte posterior (calcanhar), por ramos calcâneos medial e lateral dos nervos tibial e sural, respectivamente [2].